# Сфінкс
Сфінкс (грец. Σφίγξ) — страховисько, зображуване в давньоєгипетському мистецтві в образі лева з головою іншої тварини чи людини. У давньогрецькій міфології та мистецтві Сфінкс  — крилате чудовисько з тулубом лева та жіночим обличчям, породження Тифона та Єхидни, відоме своїми загадками. Знову сфінкси з'явилися в європейському мистецтві з епохи Відродження як символ таємниці.

## Сфінкси в давньоєгипетській культурі

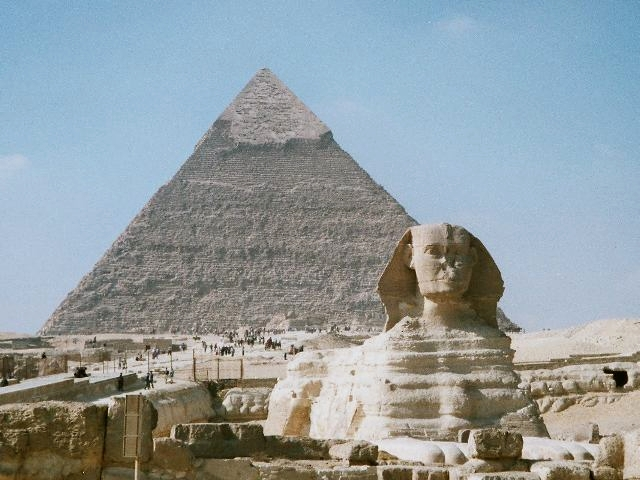
Великий Сфінкс Гізи, Єгипет

Статуї сфінксів у Давньому Єгипті зображували царів у образі істот з тілом лева і головою сокола (грецькою — ієракосфінкси) чи барана (кріосфінкси). Пізніше з'явилися сфінкси з людськими обличчями (андросфінкси), де тіло лева символізувало силу правителя. Давньоєгипетською їхня назва звучала як «шесеп анх» (живий образ). Також у вигляді сфінкса зображалися боги Ра і Гор. Тоді зображення відповідно мали назву «Шесеп анх Атум» (Живе втілення Атума-Ра) і «Хор-ем-ахет» (Гор, що сяє на обрії).
Подвійний сфінкс на ім'я Акер вважався богом-охоронцем входу до потойбічного світу Дуату. Впродовж I тис. до н.е. був популярний культ бога Туту в подобі крилатого сфінкса. Як сфінкси зображалися фараони Хатшепсут, Яхмос І та Тутанхамон.
Скульптура Великого Сфінкса описувалася в легендах як особлива істота, яка явилася Тутмосу IV уві сні з обіцянкою зробити його фараоном, якщо Тутмос викопає скульптуру з пісків. Ця легенда закарбована на гранітній стелі, встановленій Тутмосом IV між лапами Сфінкса, за що отримала назву «Стела сну».

## Сфінкс у давньогрецькій культурі

### Образ істоти

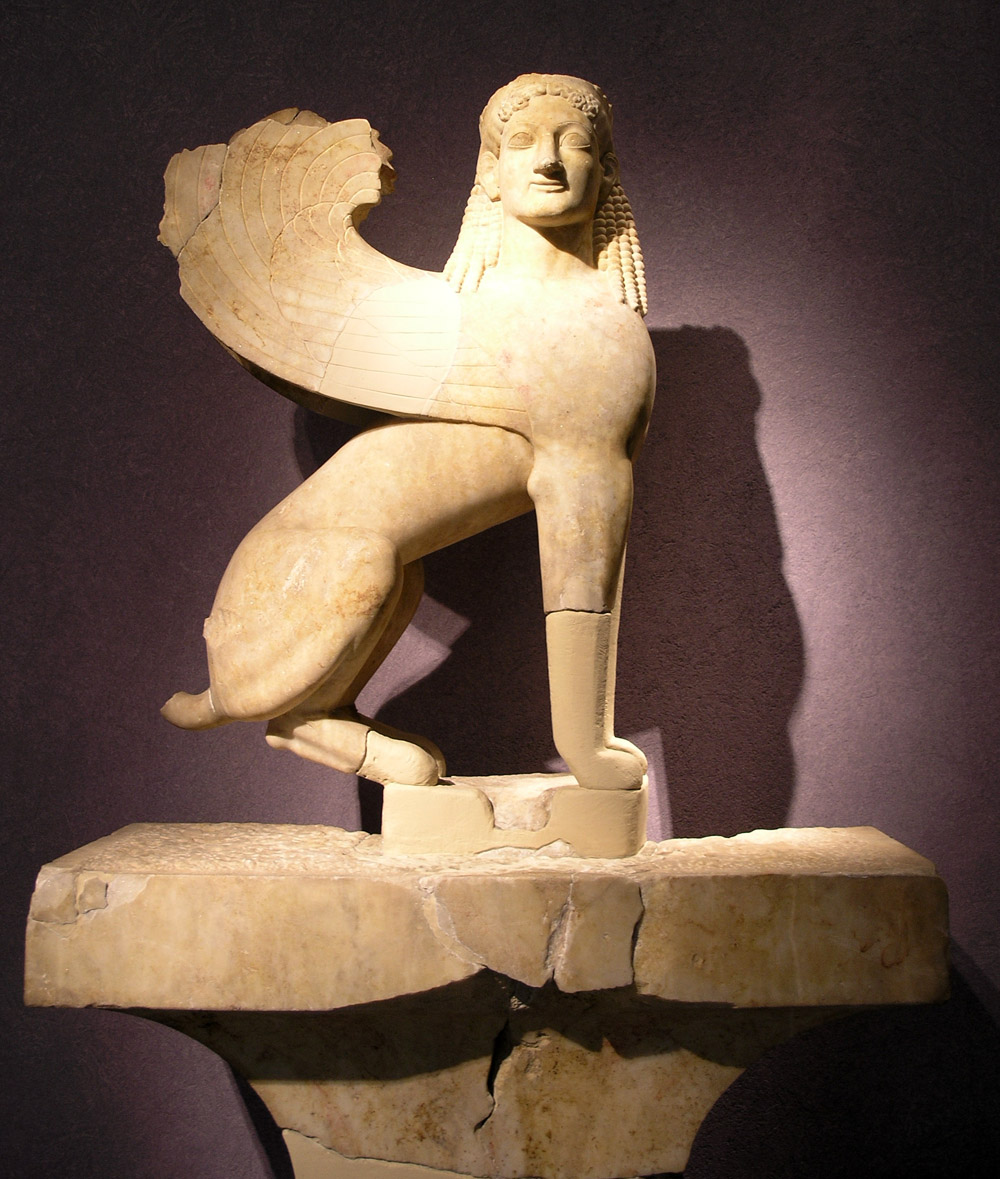
Грецький сфінкс, Національний археологічний музей Афін

У давньогрецькій культурі сфінкси з'явилися близько 1600 років до н.е. під єгипетськими впливом. Їхнє первісне значення на території Греції невідоме, але там сфінкси отримали характерні деталі, такі як крила та жіноче обличчя. Після 1200 р. до н. е. зображення сфінксів зникло з грецького мистецтва приблизно на 400 років, хоча сфінкси продовжували зображатися в Азії. До кінця VIII століття ці істоти знову з'явився в грецькому мистецтві і лишалися популярними аж до кінця VI століття. Пізніший грецький сфінкс майже завжди був жінкою і зазвичай носив довгу перуку; тіло стало витонченим, а крила розвинули вигнуту форму, невідому в Азії. Сфінкси прикрашали вази, вироби зі слонової кістки й металу, а в пізній архаїчний період використовувалися як прикраси на храмах.
За міфом про Едіпа, чудовисько Сфінкс (або Сфінга, оскільки воно було жіночого роду), народжене від Тифона і Єхидни (або Химери й Ортра), було наслане богинею Герою на місто Фіви як покарання за те, що фіванський володар Лай спокусив юного Хрісіппа. Детально про це описано в Есхіла, Аполлодора і Псевдо-Аполлодора, Павсанія, Діодора Сицилійського.
Сфінга мала тулуб, лапи і хвіст лева, голову жінки і крила птаха. Вона сиділа на скелі біля міста й задавала перехожим нерозв'язану загадку, не отримавши відповіді — пожирала їх. Фіванський цар Креонт пообіцяв тому, хто позбавить місто від Сфінги, віддати царство і руку власної сестри Іокасти. Загадку Сфінги (див. нижче) розгадав Едіп. Його відповідь була: «Людина в дитинстві, зрілості та старості». Після цього чудовисько кинулося зі скелі в море й загинуло.
Ім'я Сфінкс походить від дієслова «стискати», «душити» (грец. σφίγγω). У переносному значенні Сфінкс — загадкова людина.

### Загадка Сфінкса
У різних джерелах загадка Сфінкса звучала по-різному. За Аполлодором і Псевдо-Аполлодором: «Що це таке, що має один голос, а стає чотириногим, двоногим і триногим?» Цю загадку чудовисько дізналося від муз. Діодор Сицилійський описував її так: «Що це таке, що водночас є двоногим, триногим і чотириногим?»
Найвідоміший варіант Софокла: «Хто вранці ходить на чотирьох ногах, опівдні на двох, увечері на трьох?»
За деякими переказами була друга загадка: «Є дві сестри: одна народжує другу, а вона тоді народжує першу. Хто ці дві сестри?» Відповідь: «день і ніч» (ἡμέρα і νύξ, обидва слова в давньогрецькій мові жіночого роду). Ця загадка також міститься в гасконській версії міфу з тим же мотивом і може бути дуже давньою.

## Трактування образу

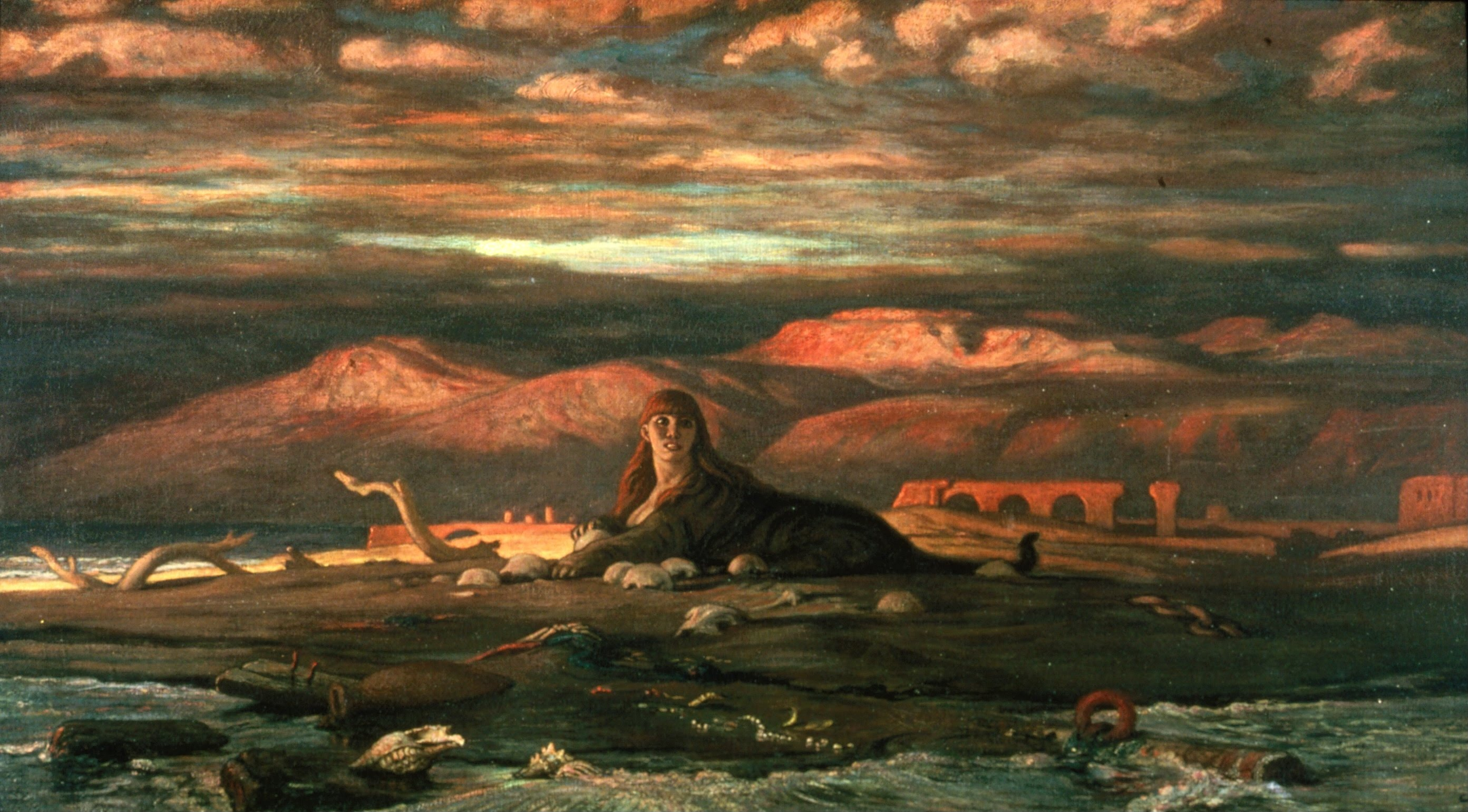
«Сфінкс на узбережжі», картина Уліу Веддера, 1879 р.

В європейській культурі сфінкс здобув популярність як символ таємниці, особливо в декадентів. Це зумовлено як загадкою Сфінкса з міфу про Едіпа, так і таємницею походження єгипетського Великого Сфінкса. Сфінкс також символізував таємницю в товариствах масонів (зокрема в Україні в XIX ст. діяла масонська ложа «Вмираючий сфінкс»).
Зигмунд Фрейд вбачав у Сфінксі символ руйнівного аспекту жінки, злу матір, яка прагне контролювати й карати дітей. Убивши свого батька, Едіп наближається до Сфінкса як першої жінки в своєму житті. Вбиваючи Сфінкса, герой позбувається страху перед матір'ю. Прийнявши жіночу форму, Сфінкс, на думку Фрейда, втратив значення захисника від зла в мистецтві та став символом загрози.
Роберт Ґрейвз пропонував, що міф про Едіпа виник у XIII ст. до н.е., і історичний Едіп був іноземцем, завойовником Фів, який убив місцевого царя та одружився з його дружиною, жрицею богині Місяця, котру зображали в подобі крилатого Сфінкса, лева зі зміїним хвостом. Пізніше це було хибно потрактовано як убивство батька та інцест із матір'ю. Можливо також, що фіванці, не бажаючи визнавати своєї поразки від іноземців, описали Едіпа як загубленого сина місцевого царя. Вигляд Сфінкса в Фівах символізував дві частини року, де одній відповідала левина частина, іншій зміїна.